# 黃盛璘
黃盛璘（1955年—），是一位臺灣的編輯及園藝治療師。

## 生平
1977年，黃盛璘自國立臺灣大學藥學系休學，決心投入社會運動。隨後，她進入漢聲雜誌社任職。後來，她又前往日本留學，並在畢業後進入遠流出版公司主持「台灣館」編輯出版業務。
2002年4月，黃盛璘因生涯規劃自編輯工作離職。隨後，她前往美國，並在偶然情況下接觸到園藝治療。2004年，她在美國取得園藝治療師的執照並返回臺灣。
返鄉後，黃盛璘為推廣園藝治療而四處演講、授課，也致力於把園藝治療帶入不同生活領域。當時，她替安養中心的年長者設計課程，以教導其認識植物並藉此前往戶外活動。在設計視障者的課程時，她則將焦點放在觸覺、嗅覺、味覺等方面，並選擇形狀及氣味具特色的植物，以使其感受植物的存在。此外，黃盛璘也習慣以接近自然環境的方式栽種植物，並逐步在課程中加入臺灣本土藥草植物。
黃盛璘認為人們可以從植物的生命循環中找到自身生存的價值與肯定。

## 著作

### 專書
- 《走進園藝治療的世界: 心靈工坊Living 5》[7]

### 漫畫
- 《草盛園 1：人、土地、緣分》[8]

## 語錄
- 「園藝治療的效果不可能立竿見影，然而微妙的變化，都很滿足。」[2]

## 外部連結
- 走走看看@YLib Blog - 遠流部落格 （页面存档备份，存于）
- 【人文講堂】20160102 - 和植物做朋友- 黃盛璘- YouTube （页面存档备份，存于）